# وليد الحبيشي
وليد الحبيشي (2 يناير 1993 باليمن - ) هو لاعب كرة قدم يمني في مركز الدفاع. شارك مع منتخب اليمن لكرة القدم. أما مع النوادي، فقد لعب مع نادي أهلي تعز ونادي الصقر.

## وصلات خارجية
- وليد الحبيشي على موقع قاعدة بيانات كرة القدم.إي يو (الإنجليزية)
- وليد الحبيشي على موقع ناشيونال فوتبول تيمز (الإنجليزية)
- وليد الحبيشي على موقع Soccerway.com (الإنجليزية)